# Tarzy
Tarzy é uma comuna francesa na região administrativa de Grande Leste, no departamento das Ardenas. Estende-se por uma área de 10,12 km². Em 2010 a comuna tinha 144 habitantes (densidade: 14,2 hab./km²).